# Francis Piasecki
Francis Piasecki (* 28. Juli 1951 in Talange, Département Moselle; † 6. März 2018) war ein französischer Fußballspieler.

## Karriere
Piasecki begann 1970 seine Spielerkarriere beim FC Metz. Er wechselte nach einer halben Saison zum FC Valenciennes und ging ein halbes Jahr später zurück zum FC Metz. Über die Stationen FC Sochaux und Paris Saint-Germain kam er 1977 zu Racing Strasbourg. Dort wurde er 1979 französischer Meister. In den letzten Jahren seiner Spielerkarriere war er Sportdirektor (von Juli 1985 bis Dezember 1985) und Spielertrainer (von Dezember 1985 bis August 1986).